# 장재항
장재항은 전라남도 무안군 망운면 목서리에 있는 어항이다. 2005년 11월 10일 어촌정주어항으로 지정하여 관리하고 있다. 시설관리자는 무안군수이다. 2024년 11월 어촌뉴딜300 사업에 도전하고 있다.

## 어항 구역
- 수역: 206,182m2

## 어항 시설
- 선착장 70m, 접안시설 35m, 부대시설 47m

## 주요 어종
- 낙지, 숭어, 농어